# Tetrachloormethaan
Tetrachloormethaan, tetrachloorkoolstof, koolstoftetrachloride of kortweg tetra is een organische verbinding van koolstof en chloor, met als brutoformule CCl4. Tetrachloormethaan wordt ook vlekkenwater genoemd. Vlekkenwater is eigenlijk een verkeerde naam, aangezien er geen water in voorkomt. Water en tetrachloormethaan mengen namelijk niet: water is polair en tetrachloormethaan apolair. Tetrachloormethaan werd dan ook veel gebruikt als apolair oplosmiddel in de chemie. Tegenwoordig is het vanwege de carcinogene eigenschappen ervan niet meer toegestaan tetrachloormethaan in open reactievaten te gebruiken, terwijl ook het gebruik in gesloten opstellingen aan strenge regels is onderworpen.
De naam komt van tetraëder. De molecuul heeft de vorm van een tetraëder, van een regelmatig viervlak met een atoom koolstof in het midden en vier atomen chloor op de hoekpunten van het viervlak.

## Synthese
Tetrachloormethaan wordt industrieel geproduceerd door methaan met chloorgas te laten reageren bij 400 - 500 °C. Dit proces verloopt in enkele radicalaire reactiestappen:
{\displaystyle {\ce {CH4 + Cl2 -> CH3Cl + HCl}}}
{\displaystyle {\ce {CH3Cl + Cl2 -> CH2Cl2 + HCl}}}
{\displaystyle {\ce {CH2Cl2 + Cl2 -> CHCl3 + HCl}}}
{\displaystyle {\ce {CHCl3 + Cl2 -> CCl4 + HCl}}}
Het resultaat van deze processen is een mengsel van chloormethaan, dichloormethaan, chloroform en tetrachloormethaan. Dat mengsel wordt gescheiden door middel van destillatie.
Alternatieve en vroeger toegepaste methoden betreffen onder andere de chlorinolyse. Hierbij wordt hexachloorethaan behandeld met een overmaat chloorgas, waarbij de sterke koolstof-koolstofbinding breekt en 2 moleculen tetrachloormethaan worden gevormd:
{\displaystyle {\ce {C2Cl6 + Cl2 -> 2CCl4}}}
In de eerste helft van de 20e eeuw werd de stof bereid door reactie van koolstofdisulfide en dichloor bij 105 tot 130 °C:
{\displaystyle {\ce {CS2 + 3Cl2 -> CCl4 + S2Cl2}}}

## Eigenschappen en toepassingen
De werking van tetrachloormethaan berust op het apolaire karakter van de stof. Hoewel de binding tussen koolstof en chloor polair is, is de molecuul symmetrisch is en heeft geen netto dipoolmoment. Doordat tetrachloormethaan apolair is, kan het goed vetten oplossen. Het lost ook elementair zwavel en jood vrij goed op.
Tetrachloormethaan is bij inademing en bij inname giftig.

## Zelfde structuurformule
Siliciumtetrachloride en germaniumtetrachloride hebben een overeenkomstige structuurformule als tetrachloormethaan, maar met een atoom silicium en germanium op de plaats waar in tetrachloormethaan het atoom koolstof zit.

## Websites
- tetrachloormethaan - International Chemical Safety Card
- Safety data for carbon tetrachloride, 2004. gearchiveerd